# MG-129
A MG-129 é uma rodovia brasileira do estado de Minas Gerais. Pela direção e sentido que ela percorre, é considerada uma rodovia longitudinal.
Liga a rodovia BR-120 nas proximidades da cidade de Itabira a Conselheiro Lafaiete. Possui 204,8 km de extensão, sendo 166,6 km pavimentados.
A estrada passa nas seguintes cidades:
- Itabira
- São Gonçalo do Rio Abaixo
- Santa Bárbara
- Catas Altas
- Rio Piracicaba
- Mariana
- Ouro Branco
- Conselheiro Lafaiete